# Ciutivka, Orjîțea
Ciutivka (în ucraineană Чутівка) este localitatea de reședință a comunei Ciutivka din raionul Orjîțea, regiunea Poltava, Ucraina. În secolul al XIX-lea, satul făcea parte din volostul Orjîțea, uezdul Lubnî.

## Demografie
Componența lingvistică a localității Ciutivka
     Ucraineană (98,84%)
     Rusă (1,07%)
Conform recensământului din 2001, majoritatea populației localității Ciutivka era vorbitoare de ucraineană (98,84%), existând în minoritate și vorbitori de rusă (1,07%).